# Strzeszewo (Żuromin)
Pour les articles homonymes, voir Strzeszewo.
Strzeszewo (prononciation : [stʂɛˈʂɛvɔ]) est un village polonais de la gmina de Bieżuń dans le powiat de Żuromin de la voïvodie de Mazovie dans le centre-est de la Pologne.
Il se situe à environ 5 kilomètres au nord de Bieżuń (siège de la gmina), 9 kilomètres au sud de Żuromin (siège de powiat) et 115 kilomètres au nord-ouest de Varsovie (capitale de la Pologne).
Le village comptait une population d'environ 200 habitants.

## Histoire
De 1975 à 1998, le village appartenait administrativement à la voïvodie de Ciechanów.